# شهرستان هودونین
ناحیهٔ هودونین (به لاتین: Hodonín District) یک ناحیه در جمهوری چک است که در منطقه موراویای جنوبی واقع شده‌است.

## خصوصیات
ناحیهٔ هودونین ۱٬۰۹۹٫۱۳ کیلومترمربع مساحت و ۱۵٬۷۷۱ نفر جمعیت دارد.